# 고저우현
고저우현(베트남어: Huyện Gò Dầu / 縣塸油)은 베트남 남동부 지방 떠이닌성의 현이다.

## 행정 구역
고저우현은 1시진 8사를 관할하고 있다.

### 시진
- 고저우 시진 (Thị trấn Gò Dầu, 塸油市鎭)

### 사
- 바우돈 사 (Xã Bàu Đồn, 保屯社)
- 껌장 사 (Xã Cẩm Giang, 錦江社)
- 히엡타인 사 (Xã Hiệp Thạnh, 協盛社)
- 프억동 사 (Xã Phước Đông, 福東社)
- 프억타인 사 (Xã Phước Thạnh, 福盛社)
- 프억짝 사 (Xã Phước Trạch, 福澤社)
- 타이득 사 (Xã Thạnh Đức, 盛德社)
- 타인프억 사 (Xã Thanh Phước, 淸福社)